# کیک هالووین
کیک هالووین (انگلیسی: Halloween cake) یک نوع کیک تهیه شده با تزئین هالووین است. این کیک رنگ‌های سنتی هالووین یعنی سیاه و نارنجی را دارد.